# Discurso sobre la Historia Universal
Discurso sobre la Historia Universal (en francés: Discours sur l'histoire universelle) es una obra de teología e historia del obispo francés Jacobo Benigno Bossuet (1627-1704), publicada en 1681. Este libro es considerado como una segunda edición o continuación de La ciudad de Dios de San Agustín. 
Discurso sobre la Historia Universal explica, al igual que La ciudad de Dios, la historia del mundo como una guerra metafísica entre Dios y Satanás. En esta guerra, Dios mueve (por intervención divina/divina providencia) a los gobiernos, movimientos políticos/ideológicos y fuerzas militares alineadas (o mejor alineados) con la Iglesia católica (la Ciudad de Dios) para que se opongan por todos los medios —incluido el militar— a los gobiernos, movimientos políticos/ideológicos y fuerzas militares alineados con el Demonio (la Ciudad de Satanás).
Mientras la Ciudad de Dios es siempre la Iglesia y esos movimientos que la apoyan y protegen, la Ciudad de Satanás cambia significativamente con los siglos: el imperio romano pagano, el arrianismo, los bárbaros, la expansión musulmana y la caída de Constantinopla, el humanismo renacentista, Lutero, Enrique VIII y Calvino, etc.
El libro está dividido en 3 partes:
- En la primera parte se mencionan las diferentes épocas históricas que se han producido desde el Antiguo Testamento hasta su culminación, que es la monarquía francesa de los Capetos.

- La segunda parte se introduce en la historia del cristianismo.

- La tercera parte consta de las causas del ascenso y posterior caída de los imperios y la interpretación que da Bossuet, que es que todos estos imperios han surgido o han desaparecido por un propósito divino. Por ejemplo, el imperio babilónico surge para destruir a los judíos (es un castigo por sus faltas). Después, el imperio persa vence a los babilonios como recompensa de Dios al pueblo judío. Luego el imperio romano surge para la difusión del cristianismo, ya que Cristo debe nacer en un Imperio bien conectado con todos sus territorios para una expansión más rápida de la doctrina.

- Datos: Q22908977